# 鈴木孝彦
鈴木 孝彦（すずき たかひこ 、1984年 9月14日）は、日本のピアニスト。
インストゥルメンタルロックバンド「Piano Bass World」ピアノ担当。

## 来歴
- 東京音楽大学 ピアノ演奏家コースを経て、2009年東京音楽大学 大学院修士課程修了。
- 2007年、社団法人 日本ピアノ調律師協会  第八回新人演奏会に出演。[1]
- 2009年、レインボウ21 サントリーホール デビューコンサートに出演。[2]
- 2011年、ベーシスト飛鳥とインストゥルメンタルロックバンド「Piano Bass World」を結成、レーシングチーム チームルマン 公式テーマ曲集「Team Le Mans Mix」を手掛ける。
- 2014-2015年、成田空港ターミナルコンサートのレギュラーピアニスト。
- 2016年、ピアノソロライブツアー 全国14会場、20公演開催。
- (株)TopKnock Music Producer。